# Oliver Wood (cyclisme)
Pour les articles homonymes, voir Oliver Wood et Wood.
Oliver Wood, né le 26 novembre 1995 à Wakefield en Angleterre, est un coureur cycliste britannique.

## Biographie
Au mois d'août 2018 il se classe troisième du championnat d'Europe de course à l'américaine.

## Palmarès sur piste

### Jeux olympiques
- Tokyo 2020
  - 7e de la poursuite par équipes
- Paris 2024
  -  Médaillé d'argent de la poursuite par équipes
  - 9e de la course à l'américaine

### Championnats du monde
- Hong Kong 2017
  - 4e de la poursuite par équipes[2]
- Apeldoorn 2018
  - 4e de l'américaine[3]
  - 6e de l'omnium[4]
- Pruszków 2019
  -  Médaillé d'argent de la poursuite par équipes
  - 7e de l'américaine
- Roubaix 2021
  -  Médaillé de bronze de la poursuite par équipes
- Saint-Quentin-en-Yvelines 2022
  -  Champion du monde de la poursuite par équipes (avec Ethan Vernon, Ethan Hayter et Daniel Bigham)
  -  Médaillé d'argent de l'américaine
- Glasgow 2023
  -  Médaillé d'argent de l'américaine
- Ballerup 2024
  -  Médaillé d'argent de la poursuite par équipes

### Coupe du monde
- 2015-2016
  - 3e de la poursuite par équipes à Hong Kong
- 2016-2017
  - 1er de la poursuite par équipes à Glasgow (avec Mark Stewart, Andrew Tennant, Kian Emadi et Matthew Bostock)
  - 3e de l'américaine à Apeldoorn
- 2017-2018
  - 1er de la poursuite par équipes à Manchester (avec Steven Burke, Edward Clancy, Kian Emadi-Coffin)
  - 2e de l'omnium à Milton
  - 3e de l'américaine à Milton
- 2018-2019
  - 2e de la poursuite par équipes à Saint-Quentin-en-Yvelines
  - 2e du scratch à Milton
  - 2e de l'américaine à Milton
  - 2e de l'américaine à Berlin
  - 2e de l'omnium à Saint-Quentin-en-Yvelines
  - 3e de la poursuite par équipes à Milton
- 2019-2020
  - 2e de l'américaine à Glasgow
  - 2e de l'américaine à Milton

### Coupe des nations
- 2022
  - 1er de l'omnium à Glasgow
  - 2e de la poursuite par équipes à Glasgow
- 2023
  - 1er de la poursuite par équipes à Milton (avec Daniel Bigham, Josh Charlton et Michael Gill)
  - 3e de la poursuite par équipes à Jakarta
- 2024
  - 1er de la poursuite par équipes à Milton
  - 3e de l'américaine à Adélaïde

### Ligue des champions
- 2022
  - 1er du scratch à Berlin
  - 1er de l'élimination à Paris
  - 1er de l'élimination à Londres (II)
  - 3e du scratch à Londres (II)

### Jeux du Commonwealth
| Édition / Épreuve | Poursuite par équipes | Course aux points | Scratch |
| Gold Coast 2018   | Argent                |                   | 4e      |
| Birmingham 2022   | Argent                | Bronze            |         |

### Championnats d'Europe
| Édition / Épreuve              | Poursuite par équipes                                          | Américaine | Scratch | Omnium |
| Anadia 2014 (espoirs)          |                                                                |            | Argent  |        |
| Athènes 2015 (espoirs)         | Or (avec Germain Burton, Matthew Gibson et Christopher Latham) |            |         | Argent |
| Montichiari 2016 (espoirs)     | Bronze                                                         |            |         |        |
| Saint-Quentin-en-Yvelines 2016 | Bronze                                                         |            |         |        |
| Glasgow 2018                   | Bronze                                                         | Bronze     |         |        |
| Apeldoorn 2019                 | Bronze                                                         |            |         | Bronze |
| Plovdiv 2020                   |                                                                |            | Bronze  |        |
| Granges 2021                   | Bronze                                                         |            |         |        |
| Munich 2022                    | Bronze                                                         |            |         | 8e     |
| Granges 2023                   | Argent                                                         | 7e         | Or      |        |
| Apeldoorn 2024                 | Or (avec Vernon, Tanfield, Hayter et Bigham)                   |            |         |        |

### Championnats nationaux
- 2012
  - 2e du championnat de Grande-Bretagne de l'américaine juniors
- 2013
  -  Champion de Grande-Bretagne de l'américaine juniors (avec Jacob Ragan)
  - 2e du championnat de Grande-Bretagne du scratch juniors
- 2014
  -  Champion de Grande-Bretagne du scratch
  -  Champion de Grande-Bretagne de poursuite par équipes (avec Chris Lawless, Chris Latham et Germain Burton)
- 2015
  -  Champion de Grande-Bretagne de course à l'américaine (avec Andrew Tennant)
  -  Champion de Grande-Bretagne de poursuite par équipes (avec Germain Burton, Mark Stewart et Jake Kelly)
  -  Champion de Grande-Bretagne de course aux points
- 2018
  -  Champion de Grande-Bretagne du scratch

## Palmarès sur route

### Par année
- 2017
  - Ryedale Grand Prix
  - 4e du championnat du monde sur route espoirs
- 2019
  - 1re étape du Tour of the Reservoir (en)
  - Sheffield Grand Prix
  - 3e du Colne Grand Prix
- 2023
  -  Champion de Grande-Bretagne du critérium

### Classements mondiaux
| Année                                 | 2014  | 2015 | 2016  | 2017  | 2018  | 2019 | 2020 | 2021 | 2022  |
| ------------------------------------- | ----- | ---- | ----- | ----- | ----- | ---- | ---- | ---- | ----- |
| Classement mondial                    |       |      | 1730e | 698e  | 2714e | nc   | nc   | nc   | 2141e |
| UCI Europe Tour                       | 1057e | nc   | 1149e | 1621e | nc    | nc   | nc   | nc   | 1346e |
| UCI Asia Tour                         | nc    | nc   | nc    | nc    | 670e  |      |      |      |       |
|                                       |       |      |       |       |       |      |      |      |       |
| Légende : nc = non classéSource : UCI |       |      |       |       |       |      |      |      |       |